# Clypidina notata
Clypidina notata is een slakkensoort uit de familie Fissurellidae. De wetenschappelijke naam werd gepubliceerd in 1758 door Carl Linnaeus als Patella notata in de tiende editie van Systema naturae.